# Nikita Akinfijewitsch Demidow

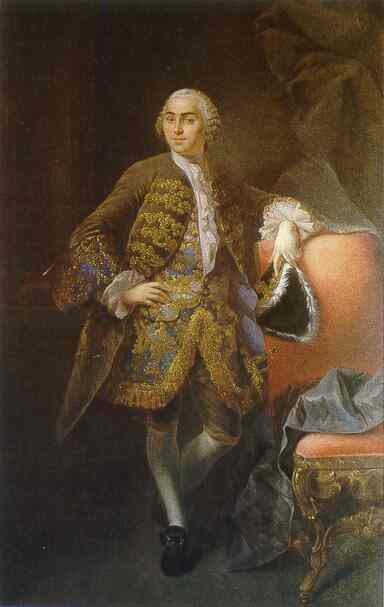
Nikita Akinfijewitsch Demidow (Louis Tocqué, 1757)

Nikita Akinfijewitsch Demidow (russisch Никита Акинфиевич Демидов; * 8. Septemberjul. / 19. September 1724greg. an der Tschussowaja; † 16. Dezemberjul. / 27. Dezember 1789greg.) war ein russischer Unternehmer und Mäzen.

## Leben
Demidows Eltern waren der Bergbau-Industrielle Akinfi Nikititsch Demidow aus der Adelsfamilie Demidow und seine zweite Frau Jefimija Iwanowna geborene Palzewa. Während der Reise seiner Eltern von Tula nach Sibirien kam er an der Tschussowaja zur Welt. Schon in seiner Jugend zeigte er Interesse an den Geschäften der Familie, und mit 19 Jahren besaß er einen überdurchschnittlichen Geschäftssinn und die nötigen Kenntnisse des Bergbauwesens und der Metallurgie.
1745 starb sein Vater. Nach dem von seiner Mutter beeinflussten Testament erbte Demidow alle Hüttenwerke und den größten Teil des Kapitals des Familienkonzerns, während seine älteren Stiefbrüder Prokofi Akinfijewitsch und Grigori Akinfijewitsch Demidow nur Salzgewinnungsbetriebe und Ländereien in den Gouverments Kasan, Kaluga, Nischni Nowgorod, Jaroslawl und Wologda erhielten. Prokofi Akinfijewitsch Demidow beklagte sich über die ungerechte Erbteilung des väterlichen Vermögens beim einflussreichen Vizekanzler Michael Larionowitsch Woronzow, und beide älteren Brüder beantragten nun bei Kaiserin Elisabeth die Aufhebung des Testaments, worauf im Auftrage der Kaiserin Generalfeldmarschall Alexander Buturlin entsprechend den damaligen Erbgesetzen das väterliche Erbe in drei gleichwertigen Teilen auf die drei Brüder verteilte.
Demidow heiratete 1748 Natalja Jakowlewna Jewrejinowa (1732–1756). Ihre beiden Kinder starben früh. Demidows zweite Ehe mit Marija Swertschkowa blieb kinderlos.

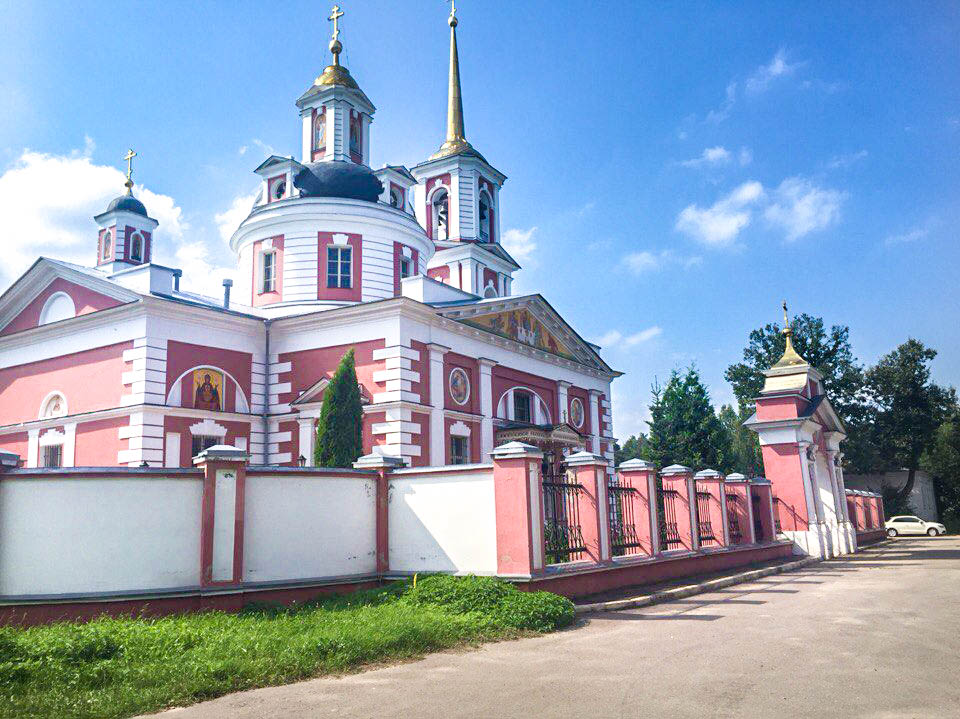
Kirche des Sergius von Radonesch in Almasowo

Demidow war ein erfolgreicher Unternehmer und gründete drei neue Hüttenwerke. Er steigerte die Produktivität, so dass seine Werke schließlich mehr Eisen produzierten als alle Werke seines Vaters vor der Erbteilung zusammen. Demidow liebte die Wissenschaft und förderte Wissenschaftler und Künstler. Die Mineraliensammlung seines Vaters übergab er dem Kurator der Universität Moskau Alexei Michailowitsch Argamakow. Die Sammlung war der Grundstock des Mineralienkabinetts der Universität Moskau. Demidow korrespondierte mit Voltaire und Denis Diderot. Als erster der Demidows begann er Dinge von künstlerischem und historischem Wert zu sammeln. 1753 kaufte Demidow den Landsitz Almasowo (Rajon Schtscholkowo bei Moskau) mit der Kirche des Sergius von Radonesch. Erhalten sind das Herrenhaus und die restaurierte Kirche.
Der Thronfolger Peter III. lieh häufig Geld von Demidow und verlieh ihm den Orden der Heiligen Anna, den er aber erst nach dem Tode der Kaiserin Elisabeth tragen sollte. Nach der Thronbesteigung Peters III. verlor Demidow dessen Gunst, und der Orden wurde ihm wieder genommen. Katharina II. gab ihm den Orden zurück und ernannte ihn zum Staatsrat (V. Rangklasse), ohne ihn zum Dienst zu verpflichten.
Demidows dritte Frau Alexandra Jewtichijewna geborene Safonowa (1745–1778), eine Kaufmannstochter, war von schwacher Gesundheit. Heilbehandlungen waren erfolglos, so dass das Ehepaar 1771 aus St. Petersburg zu Wasserkuren in fremde Regionen reiste. Auf den Reisen durch Europa besuchte Demidow die Werkstätten von Künstlern und kaufte Gemälde, die ihm gefielen. Jean-Baptiste Greuze malte eine Reihe von Bildern für ihn. In Leiden suchten sie Hieronymus David Gaub auf, der unter anderem das Trinken von Mauleselmilch verschrieb und Tropfen zur Stärkung der Nerven und Abwehr von Hysterie. Die Behandlung war erfolgreich. Im Januar 1772 porträtierte Alexander Roslin ihn und seine Frau in Paris. Im September 1772 kam in Paris ihre Tochter Jekaterina (1772–1832) zur Welt, die später den Infanteriegeneral Sergei Lawrentjewitsch Lwow heiratete. Im November 1772 begann Fedot Iwanowitsch Schubin, der nun mit ihnen reiste, Marmorbüsten von ihnen anzufertigen. Sie bereisten Frankreich, Italien, England und Deutschland. Während ihrer Rückreise 1773 nach St. Petersburg wurde ihr Sohn Nikolai (1773–1828) geboren, der später Jelisaweta Alexandrowna Stroganowa heiratete. 1776 folgte die Tochter Marija (1776–1847), die später den Ober-Hofmeister Dmitri Nikolajewitsch Durnowo heiratete.
1779 stiftete Demidow an der Akademie der Wissenschaften eine Preismedaille für Erfolge in der Mechanik. 1786 gab Demidow das Journal einer Reise in fremde Regionen mit vielen Anmerkungen zu seinen vielfältigen Beobachtungen heraus. Demidow gab große Summen für die Förderung junger Talente aus. Viele seiner Leibeigenen schickte er zum Studium nach Moskau und St. Petersburg, an die Akademie der Künste und ins Ausland. Als Guts- und Fabrikherr war er streng und sogar grausam.

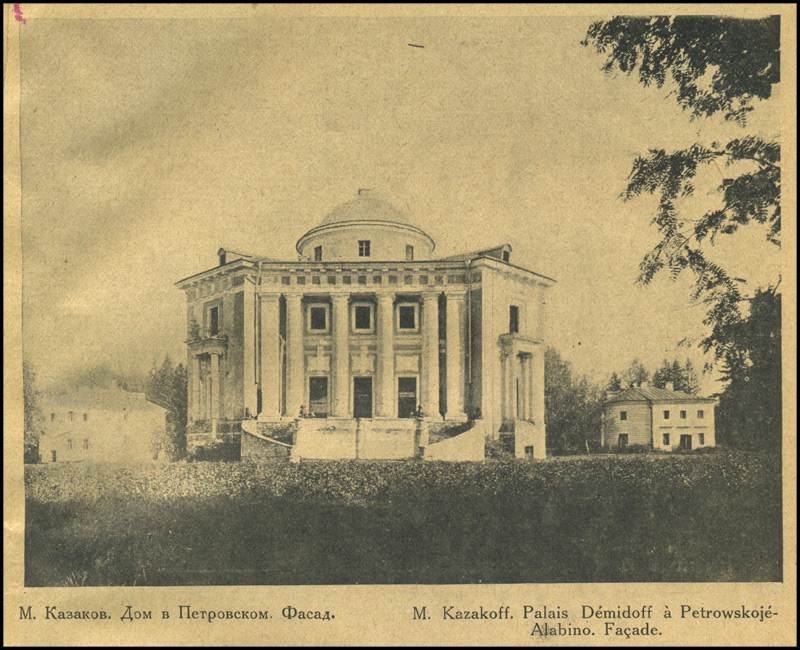
Demidow-Herrenhaus in Petrowskoje-Alabin

Demidow ließ sich 1776–1780 von Matwei Fjodorowitsch Kasakow oder Wassili Iwanowitsch Baschenow nach dem Vorbild der Villa Rotonda von Andrea Palladio ein klassizistisches Herrenhaus in Petrowskoje-Alabino (Rajon Naro-Fominsk) bei Moskau an der Straße nach Kiew nicht weit von der Desna mit einem Park bauen. Nach der Oktoberrevolution wurde das Herrenhaus als Krankenhaus benutzt und verfiel in den 1930er Jahren. Während des Deutsch-Sowjetischen Krieges wurde das Herrenhaus beim deutschen Angriff auf Moskau stark beschädigt, so dass nur eine Ruine mit einigen Backsteinwänden und Säulen erhalten ist.